# Šifrovací mřížka
Šifrovací mřížka (též transpoziční mřížka) je kryptografická pomůcka určená pro steganografii či transpoziční šifrování. Nejčastěji je tvořena papírovou kartou, do níž jsou proraženy otvory (okénka). Po přiložení mřížky na list papíru se do těchto okének zapisuje text zprávy, a to po písmenech, slabikách či celých slovech.

## Využití

### Steganografie

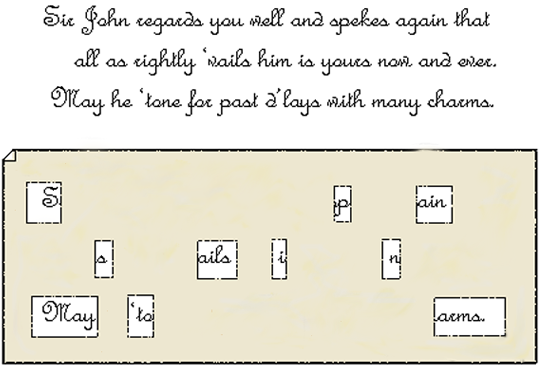
Mřížku lze využít pro skrytí tajné zprávy do delšího, nevinně vypadajícího textu.
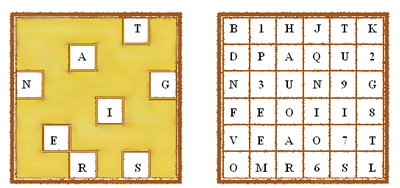
Pomocí mřížky lze rovněž ukrýt krátkou zprávu (např. klíč k Vigenèrově šifře) do tabulky náhodných znaků.

### Transpoziční šifrování
Mřížka umožňuje přepsat tajnou zprávu do čtvercové tabulky. Po přiložení mřížky na tabulku a vyplnění všech okének se mřížka otoči o 90°. Mřížka musí tedy být navržena tak, aby po otočení bylo ve všech okénkách prázdné místo. Obvyklý způsob použití předpokládá, že mřížka je takto otočena celkem třikrát (postupně tedy vystřídá čtyři pozice). Má-li zpráva více znaků, než kolik se vejde do tabulky, je nutné ji rozdělit do více tabulek. Není-li délka zprávy dělitelná počtem polí tabulky, doplňují se zpravidla na konec zprávy náhodné znaky. (Obecně lze použít i jiné tvary tabulky než čtverec – například šestiúhelník se šestiúhelníkovými políčky, který se otáčí vždy o 60°.)

### Další využití
Mřížku lze rovněž využít pro transformaci zadaného textu na pseudonáhodný text.

## Historie

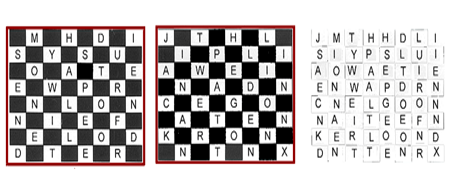
Trellis (šachovnicová mřížka Francise Walsinghama); zpráva se čte po sloupcích zleva doprava.

Nejstarší známý popis šifrovací mřížky pochází od italského matematika a filosofa Gerolama Cardana. Podobnou šifru využíval anglický státník Francis Walsingham, tajemník královny Alžběty. Jeho mřížka měla podobu šachovnice a otáčela se pouze jednou.
V 19. století šifrovací mřížku zpopularizoval Jules Verne, když ji použil ve svém románu Matyáš Sandorf (1885).
Šifrovací mřížku ve svých dílech zmiňuje též německý publicista Johann Ludwig Klüber (Kryptographik – Lehrbuch der Geheimschreibekunst, 1809) a rakouský důstojník Edouard Fleissner von Wostrowitz (Handbuch der Kryptographie, 1881). Fleissnerovu variantu pak použila německá armáda za první světové války.
Italský generál Luigi Sacco ve své knize Nozzioni di crittografia (1925) poznamenává, že síla šifrovací mřížky by mohla být umocněna kombinací s dalším šifrovacím systémem, např. digrafovou šifrou Four Square.
American Cryptogram Association vydala v roce 1939 knihu Elementary Cryptanalysis, která se mj. zabývá postupy luštění zprávy bez znalosti použité mřížky. Knihu sestavila Helen Fouché Gainesová (píšící pod jménem PICCOLA).